# موس (نظام التشغيل)
نظام تشغيل الهاتف المحمول (موس ؛ الروسية: Моби́льная Операцио́нная Систе́ма (МОС)) هو نظام تشغيل نسخة سوفيتية من يونكس من الثمانينيات.

## ملخص
يوجد نظام التشغيل هذا بشكل شائع في أجهزة الكمبيوتر الصغيرة SM EVM ؛ تم نقله أيضًا إلى إي إس إي إم في وإلبروس (كمبيوتر). يتم استخدام موس أيضًا بواسطة نسخ PDP-11 المتطورة.
تشمل تعديلات MOS MNOS و DEMOS و INMOS [ru] وما إلى ذلك.